# Parafia św. Bartłomieja Apostoła w Nienadówce
Parafia św. Bartłomieja Apostoła w Nienadówce – parafia rzymskokatolicka znajdująca się w diecezji rzeszowskiej w dekanacie Sokołów Małopolski. Erygowana w 1561 roku.
Do 25 marca 1992 roku należała do diecezji przemyskiej, przy czym na początku wchodziła w skład dekanatu rzeszowskiego, potem w latach 1603-1630 sokołowskiego, w latach 1630-1921 leżajskiego, a od 1921 znajduje się znów w sokołowskim.